# دومانوویتسه
دومانوویتسه (به چکی: Dománovice) یک منطقهٔ مسکونی در جمهوری چک است که در ناحیه کولین واقع شده‌است.